# 만다린항공의 운항 노선
만다린항공은 다음과 같은 노선들을 운항하고 있다.

## 운항 노선

### 아시아

#### 동아시아
- 중화민국
  - 타이베이
    - 타이완 타오위안 국제공항
    - 타이베이 쑹산 공항 허브

  - 가오슝 - 가오슝 국제공항 허브
  - 타이중 - 타이중 국제공항 포커스 시티
  - 마궁 - 마궁 공항
  - 진먼 - 진먼 공항
  - 타이둥 - 타이둥 공항
  - 화롄 - 화롄 공항
- 중화인민공화국
  - 난징 - 난징 루커우 국제공항
  - 닝보 - 닝보 리서 국제공항
  - 산터우 - 제양 차오산 국제공항
  - 샤먼 - 샤먼 가오치 국제공항
  - 선양 - 선양 타오셴 국제공항
  - 옌청 - 옌청 난양 국제공항
  - 우시 - 순안 샤오펑 국제공항
  - 원저우 - 원저우 룽완 국제공항
  - 정저우 - 정저우 신정 국제공항
  - 창사 - 창사 황화 국제공항
  - 창춘 - 창춘 룽자 국제공항
  - 푸저우 - 푸저우 창러 국제공항
  - 항저우 - 항저우 샤오산 국제공항
- 홍콩
  - 홍콩 - 홍콩 첵랍콕 국제공항
- 일본
  - 도쿄 - 나리타 국제공항
  - 오사카 - 간사이 국제공항 전세편
  - 오이타 - 오이타 공항 전세편
  - 이시가키 - 이시가키 공항

#### 동남아시아
- 베트남
  - 하노이 - 노이바이 국제공항
  - 호치민 - 떤선녓 국제공항
- 필리핀
  - 라오앙 - 라오앙 국제공항
  - 세부 - 막탄 세부 국제공항 전세편
  - 칼리보 - 칼리보 국제공항

## 과거 취항지

### 아시아

#### 동아시아
- 대한민국
  - 서울 - 인천국제공항
- 마카오
  - 마카오 - 마카오 국제공항
- 홍콩
  - 홍콩 - 홍콩 카이탁 국제공항

#### 동남아시아
- 말레이시아
  - 코타키나발루 - 코타키나발루 국제공항
- 태국
  - 방콕 - 돈무앙 국제공항

### 유럽
- 독일
  - 프랑크푸르트 - 프랑크푸르트 국제공항
- 네덜란드
  - 암스테르담 - 암스테르담 스키폴 국제공항

### 북아메리카
- 캐나다
  - 밴쿠버 - 밴쿠버 국제공항

### 오세아니아
- 오스트레일리아
  - 시드니 - 시드니 킹스포드 스미스 국제공항
  - 브리즈번 - 브리즈번 공항